# Dejan Babić
Dejan Babić (in serbo Дејан Бабић?; Belgrado, 20 aprile 1989) è un allenatore di calcio ed ex calciatore serbo, di ruolo centrocampista.

## Carriera
Ha giocato nella prima divisione dei campionati serbo e bosniaco.

## Palmarès

### Giocatore

#### Competizioni nazionali
- Campionato serbo: 1

Partizan: 2011-2012